# Grigori Samuilowitsch Landsberg

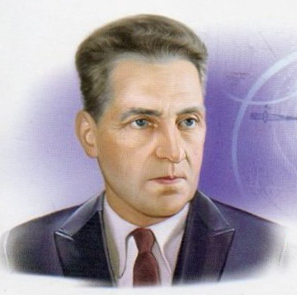
Grigori Samuilowitsch Landsberg

Grigori Samuilowitsch Landsberg, russisch Григорий Самуилович Ландсберг, (* 22. Januar 1890 in Wologda, Russisches Kaiserreich; † 2. Februar 1957 in Moskau, Sowjetunion) war ein russischer Physiker.
Landsberg erwarb 1913 seinen Abschluss an der Lomonossow-Universität und lehrte dort ab 1923 als Professor. Ab 1934 war er auch am Physikalischen Institut der Sowjetischen Akademie der Wissenschaften (Lebedew-Institut). Ab 1951 war er Professor am Moskauer Institut für Physik und Technologie.
1928 entdeckte er unabhängig und etwa gleichzeitig mit C. V. Raman die Raman-Streuung mit Leonid Isaakowitsch Mandelstam. Er war ein führender Experte für Spektroskopie in der UdSSR und Gründer und Leiter der Kommission für Spektroskopie bei der Sowjetischen Akademie der Wissenschaften, aus der 1968 das Institut für Spektroskopie hervorging. Unter anderem befasste er sich mit Spektroskopie von Metallen und Legierungen und komplexen organischen Verbindungen einschließlich von Kraftstoffen. Er gab ein in Russland beliebtes elementares Physiklehrbuch heraus. Er war ein Pionier der Spektroskopie organischer Moleküle in der Sowjetunion und des Studiums der intra- und intermolekularen Wechselwirkungen in Gasen, Flüssigkeiten und Festkörpern.
Er erhielt zwei Leninorden, 1941 den Stalinpreis und war Mitglied der Sowjetischen Akademie der Wissenschaften (korrespondierendes Mitglied ab 1932, Vollmitglied ab 1946).

## Schriften
- Herausgeber: Elementares Lehrbuch der Physik, 3 Bände (russisch), 14. Auflage 2001
  - englische Ausgabe: Textbook of Elementary Physics, 3 Bände, University Press of the Pacific 2000
- Optik (russisch), Moskau: Nauka 1976, 6. Auflage 2006
- mit L. Mandelstam: Eine neue Erscheinung bei der Lichtzerstreuung in Krystallen. In: Die Naturwissenschaften. Band 16, 1928, S. 557–558 doi:10.1007/BF01506807